# SN 2009lw
SN 2009lw – supernowa typu Ib/IIb odkryta 24 listopada 2009 roku w galaktyce NGC 931. W momencie odkrycia miała maksymalną jasność 18,80m.